# Henryk Żelechowski
Henryk Żelechowski (ur. 1937, zm. 6 lipca 2009) – polski samorządowiec, inżynier, prezydent Łomży w latach 1992–1994.

## Życiorys
W 1973 ukończył studia na Wydziale Budownictwa Lądowego Wyższej Szkoły Inżynierskiej w Białymstoku. Był zatrudniony w Łomżyńskim Przedsiębiorstwie Budownictwa Terenowego, Wojewódzkim Zarządzie Inwestycji Rolniczych, a następnie w Wojewódzkiej Dyrekcji Inwestycji. 6 maja 1992 objął urząd prezydenta Łomży, zastępując Marka Przeździeckiego, którego zarząd nie uzyskał wymaganego absolutorium. Funkcję tę pełnił do 20 lipca 1994, w tym okresie zainicjował przebudowę miejskiej starówki.